# Christa Ludwig
Christa Ludwig (Berlino, 16 marzo 1928 – Klosterneuburg, 24 aprile 2021) è stata una cantante lirica tedesca naturalizzata austriaca, mezzosoprano e talvolta soprano drammatico. La sua carriera di interprete ha attraversato quasi mezzo secolo, dalla fine degli anni '40 fino all'inizio degli anni '90. Ha cantato in molti teatri d'opera e festival internazionali, tra cui la Vienna State Opera dal 1955 al 1994, e al Metropolitan Opera in molti ruoli. È ricordata per ruoli come Dorabella di Mozart, Leonore di Beethoven in Fidelio, Kundry di Wagner, e sia Ottaviano che la Marescialla in Der Rosenkavalier di Richard Strauss.  A Vienna, ha creato il ruolo del titolo di Der Besuch der alten Dame di Gottfried von Einem nel 1971.
È ampiamente riconosciuta come una delle cantanti più significative e distinte del XX secolo. L'Enciclopedia della musica classica dell'ascoltatore della NPR (2006) afferma che "Ludwig possedeva una voce di squisita ricchezza e, quando necessario, di un'ampiezza mozzafiato. Aveva la capacità di conferire urgenza drammatica a un'esibizione, il segno distintivo di una grande cantante".

## Biografia
Figlia del tenore Anton Ludwig, studiò con la madre, il contralto Eugenie Besalla-Ludwig (cantava al Theater di Aquisgrana diretta da Herbert von Karajan) e con F. Huni-Mihacek. Già a 6 anni cantava la parte della "Regina della notte" ed esordì in concerto nell'inverno del 1945 a Giessen. Al Conservatorio di Aquisgrana studiò pianoforte, violoncello, flauto e teoria musicale. La famiglia si trasferì ad Hanau quando la loro casa fu bombardata nel 1944. Studiò canto alla Musikhochschule di Francoforte.
Nel 1946 fu scritturata a Francoforte come mezzosoprano (Orlovsky) con debutto nel "Die Fledermaus", poi è stata a Darmstadt, Hannover ed Amburgo.
Nel 1954 canta nella première in concerto nella Großes Haus del Schauspielhaus di Francoforte di "Die Heimkehr" di Marcel Mihalovici.
Dal 1955 debutta alla Staatsoper di Vienna come Cherubino ne Le nozze di Figaro con Sena Jurinac ed Erich Kunz, specializzandosi nella drammaturgia mozartiana e straussiana, sotto la guida del Direttore Karl Böhm. 
Come Cherubino a Vienna il mezzosoprano andò in scena per cinquantadue rappresentazioni. 
Ancora nel 1955 è la Seconda dama ne Il flauto magico con Anton Dermota, Wilma Lipp, Hilde Güden e Walter Berry, ruolo con il quale si presenterà a Vienna cinquantacinque volte.
A Vienna nello stesso anno è Octavian in Der Rosenkavalier, personaggio questo che recitò allo Staatsoper per cinquantaquattro volte.
Ha partecipato regolarmente al Festival di Salisburgo dove ha cantato sempre nel 1955 la 2°Dame nella ripresa nella Felsenreitschule di "Die Zauberflöte" di Wolfgang Amadeus Mozart con i Wiener Philharmoniker, Gottlob Frick diretta da Georg Solti e Der Komponist in Ariadne auf Naxos con Lisa Della Casa e Berry; nel 1956 è Dorabella nella ripresa nella Residenzplatz di "Così fan tutte ossia La scuola degli amanti" di W.A. Mozart e Cherubino nella ripresa nel Festspielhaus con Dietrich Fischer-Dieskau ed Elisabeth Schwarzkopf; nel 1957 Georgette in Die Schule der Frauen di Rolf Liebermann con Anneliese Rothenberger e Nicolai Gedda diretta da George Szell; nel 1958 diretta da von Karajan si alterna con Giulietta Simionato ne La Principessa Eboli in Don Carlo con Cesare Siepi, Ettore Bastianini e Nicola Zaccaria e canta la Messa da requiem (Verdi) con Leonie Rysanek; nel 1959 canta la Missa Solemnis (Beethoven) con Leontyne Price diretta da Karajan; nel 1961 Octavian in Der Rosenkavalier diretta da Karl Böhm, tiene un concerto con Berry e canta la Messa in Si minore con Gérard Souzay; nel 1962 Iphigénie in Ifigenia in Aulide (Gluck) con Inge Borkh e canta la Sinfonia n. 9 (Beethoven) diretta da Paul Klecki con Elisabeth Grümmer; nel 1966 un concerto con Berry; nel 1968 Leonore in Fidelio con Hans Hotter, Ingvar Wixell, James King (tenore) ed Edith Mathis; nel 1969 un concerto con musiche di Robert Schumann; nel 1970 con musiche di Hugo Wolf e Franz Schubert, nel 1972 Das Lied von der Erde con i Berliner Philharmonisches Orchester ed un concerto con musiche di Schubert, nel 1973 Stimmen nella prima assoluta di De Temporum Fine Comoedia con Anna Tomowa-Sintow diretta da Karajan; nel 1974 Sein Weib in Die Frau ohne Schatten ed un concerto con musica di Wolf, nel 1978 canta la Sinfonia n. 3 (Mahler) diretta da Claudio Abbado, nel 1979 Alt-Rhapsodie di Johannes Brahms; nel 1980 Winterreise, nel 1981 Mrs. Quickly in Falstaff (Verdi) con Giuseppe Taddei, Rolando Panerai, Raina Kabaivanska e Piero De Palma e canta il Requiem (Mozart) diretta da James Levine con Lucia Popp; nel 1986 Maria Aegyptiaca nella Sinfonia n. 8 (Mahler) diretta da Lorin Maazel con Jessye Norman e Bernd Weikl e canta Golgotha di Frank Martin con Edda Moser, nel 1987 canta le Sinfonia n. 1 (Bernstein) diretta dal compositore ed un concerto con musica di Wolf, nel 1989 canta la Sinfonia n. 2 (Mahler) con Kathleen Battle e nel 1990 un concerto con musiche di Schumann e Brahms.
Nel 1956 a Vienna è Nicklausse in Les contes d'Hoffmann con Rita Streich e Teresa Stich-Randall, Brangäne in Tristan und Isolde diretta da André Cluytens, Amneris in Aida, Eboli in Don Carlo con Mario Rossi (direttore d'orchestra), Fünf Mägde in Elettra (Strauss), Der Komponist in Ariadne auf Naxos, Kontschakowna ne Il principe Igor', Dorabella, parte questa che rappresentò allo Staatsoper per cinquantanove volte, Miranda nella prima assoluta di Der Sturm di Frank Martin diretta da Ernest Ansermet con Eberhard Waechter e Carmen (opera).
Ancora a Vienna nel 1957 è Rosina ne Il barbiere di Siviglia (Rossini) con Hermann Prey e Waltraute in Die Walküre con Birgit Nilsson diretta da Karajan e nel 1959 Angelina ne La Cenerentola diretta da Alberto Erede.
Nel 1958 al Teatro alla Scala di Milano è Waltraute nella prima rappresentazione di La Walkiria diretta da Karajan nell'edizione del Complesso dell'Opera di Stato di Vienna ed ha cantato la Missa solemnis di Beethoven, con Gedda diretta da Szell.
In prime nozze è stata sposata, dal 1957 (a Vienna) al 1971, al baritono Walter Berry da cui ha avuto un figlio. In seconde nozze ha sposato nel 1972 Paul-Emile Deiber, attore francese della Comédie-Française, morto nel 2011.
Nel dicembre 1959 ha debuttato al Metropolitan Opera House di New York interpretando sempre Cherubino ne Le nozze di Figaro con Giorgio Tozzi, Elisabeth Söderström, Kim Borg, Lucine Amara, Ezio Flagello, Regina Resnik, Alessio De Paolis e Teresa Stratas diretta da Erich Leinsdorf, poi è Octavian in Der Rosenkavalier, nel 1960 Amneris in Aida con Cornell MacNeil diretta da Fausto Cleva, Brangäne in Tristan und Isolde con la Nilsson e Jerome Hines, nel 1966 Dyer's Wife in Die Frau ohne Schatten ed Ortrud in Lohengrin (opera) con Sherrill Milnes, nel 1967 Fricka in Die Walküre con la Nilsson, Jon Vickers e Gundula Janowitz, nel 1970 Kundry in Parsifal (opera), nel 1971 Charlotte in Werther (opera) con Enrico Di Giuseppe e Fernando Corena e Leonore in Fidelio, nel 1973 Dido in Les Troyens con Shirley Verrett e Louis Quilico diretta da Rafael Kubelík, nel 1983 tiene il Ludwig - Levine Concert (Winterreise), nel 1984 Klytämnestra in Elektra, nel 1988 Waltraute ne Il crepuscolo degli dei con Hildegard Behrens e Matti Salminen e nel 1989 Fricka in Das Rheingold con Siegfried Jerusalem. Al Metropolitan canterà fino al 1993 in centoventuno rappresentazioni.
Ancora alla Scala nel 1960 è Cherubino nella prima diretta da Karajan con Graziella Sciutti, nel 1961 è La Principessa Eboli in Don Carlos (opera) con Boris Christoff, Flaviano Labò, Tito Gobbi, Leyla Gencer e Nicolai Ghiaurov diretta da Gabriele Santini ed Ottaviano nella prima di Il cavaliere della rosa con Elisabeth Schwarzkopf diretta da Karl Boehm, nel 1971 canta i Kindertotenlieder di Gustav Mahler e la Sinfonia n. 9 (Beethoven) diretta da Zubin Mehta, nel 1978 tiene un concerto con musiche di Schubert e nel 1992 canta i Rückert-Lieder di Mahler diretta da Riccardo Muti.
Ancora a Vienna nel 1960 è Zweite Chorführerin in Assassinio nella cattedrale (opera) e Zweite Norn ne Il crepuscolo degli dei con Wolfgang Windgassen e Rita Gorr, nel 1961 Waltraute ne Il crepuscolo degli dei e Kundry in Parsifal, nel 1962 Erste Dame in Die Zauberflöte, Leonore in Fidelio e Preziosilla ne La forza del destino diretta da Francesco Molinari-Pradelli, nel 1963 Venus in Tannhäuser (opera) e Marie in Wozzeck, nel 1964 Die Schauspielerin Clairon in Capriccio (Strauss) diretta da Georges Prêtre con Fritz Wunderlich, Sein Weib in Die Frau ohne Schatten e Silla in Palestrina (opera), nel 1965 canta la Sinfonia n. 9 (Beethoven) con i Wiener Philharmoniker diretta da Böhm ed è Ortrud in Lohengrin con Martti Talvela, nel 1967 la Sinfonia n. 2 (Mahler) diretta da Leonard Bernstein, nel 1968 Fricka in Die Walküre con Karl Ridderbusch e Gwyneth Jones e Die Feldmarschallin in Der Rosenkavalier con Reri Grist, nel 1970 Lady Macbeth in Macbeth (opera) con Carlo Cossutta, nel 1971 Claire Zachanassian nella première di Der Besuch der alten Dame di Gottfried von Einem, nel 1972 Prinz Orlofsky in Die Fledermaus diretta da Josef Krips con Edita Gruberová e nel 1974 Frederica in Luisa Miller con Bonaldo Giaiotti e Franco Bonisolli.
Nel 1963 è Leonore-Fidelio nella ripresa nel Bayerisches Staatstheater im Marstall di Monaco di "Fidelio" di Ludwig van Beethoven.
Al Bayreuther Festspiele nel 1966 è Brangäne in Tristan und Isolde e nel 1967 Kundry in Parsifal diretta da Pierre Boulez.
Nel 1970 canta la Missa Solemnis (Beethoven) diretta Wolfgang Sawallisch con l'Orchestra Sinfonica di Roma della RAI, il Coro della Bayerischer Rundfunk, Plácido Domingo e Kurt Moll nella Basilica di San Pietro in Vaticano alla presenza di Papa Paolo VI ripreso dalla RAI.
Nel 1971 è Octavian nel Rosenkavalier al San Francisco Opera.
Nuovamente al Wiener Staasoper nel 1975 è Clitemnestra in Elettra; questo è anche il ruolo che la vedrà in scena a Vienna per quarantanove volte e con il quale ha fatto anche l'ultima apparizione in questo teatro nel 1994; nel 1976 è Dido in Les Troyens con Helga Dernesch e Nikola Gjuzelev, nel 1977 Azucena ne Il trovatore con Piero Cappuccilli, Luciano Pavarotti e José van Dam, nel 1979 Ulrica in Un ballo in maschera con Martina Arroyo diretta da Giuseppe Patanè, nel 1980 Mrs. Quickly in Falstaff diretta da Solti, nel 1981 Erda in Das Rheingold, nel 1982 Gräfin ne La dama di picche (opera) e nel 1988 Geneviève in Pelléas et Mélisande (opera) diretta da Claudio Abbado con Frederica von Stade.
Complessivamente la Ludwig è andata in scena allo Staatsoper per settecentonovantanove rappresentazioni.
Nel 1978 tiene un concerto di lieder di Franz Schubert alla Scala.
Nel 1981 canta musiche di Schubert, Brahms, Liszt, Mahler e Strauss in un recital al Grand Théâtre di Ginevra.
All'Opéra National de Paris nel 1983 è Suzuki in Madama Butterfly con Alessandro Corbelli e Maurizio Frusoni e nel 1987 Klytämnestra in Elektra diretta da Seiji Ozawa.
Dette il concerto d'addio a Vienna nel 2003, con vocalità pressoché intatta.

## Premi e riconoscimenti
- 1962: Kammersängerin austriaco
- 1969: Medaglia Mozart dalla Comunità Mozart di Vienna[9]
- 1980: Anello d'Oro dell'Opera di Stato di Vienna
- 1980: Rosa d'argento della Filarmonica di Vienna
- 1980: Medaglia d'oro Gustav Mahler
- 1980: Medaglia Hugo Wolf (Austria)
- 1981: Membro onorario dell'Opera di Stato di Vienna
- 1981: Cavaliere dell'Ordre des Arts et des Lettres
- 1988: Medaglia d'oro d'onore del Land di Salisburgo
- 1989: Commendatore dell'Ordre des Arts et des Lettres
- 1989: Cavaliere della Legion d'Onore francese
- 1994: Gran Decorazione d'Onore per i servizi resi alla Repubblica d'Austria
- 1995: Berliner Bär (Premio B.Z. per la cultura)
- 2003: Ufficiale della Legion d'onore francese
- 2004: Gran Croce al Merito della Repubblica Federale di Germania (4 ottobre 2004)[10]
- 2007: Gran Decorazione d'Onore in Argento per i servizi resi alla Repubblica d'Austria[11]
- 2008: Premio alla carriera al Midem
- 2008: Premio Saeculum-Glashütte Original Music Festival al Dresden Music Festival
- 2008: Dottorato honoris causa dall'Accademia di Musica Fryderyk Chopin di Varsavia
- 2010: Commendatore della Legion d'onore francese
- 2010: Medaglia Hugo Wolf (Germania)
- 2012: Medaglia d'oro d'onore della Provincia della Stiria
- 2013: Distintivo d'onore con rubino del Festival di Salisburgo
- 2015: Targa d'onore Richard Strauss del Richard Strauss Festival di Garmisch-Partenkirchen

Membro onorario della "European Voice Teachers Association (EVTA)"
- 2016: Premio alla carriera di Gramophone
- 2018: Uomo d'oro del Municipio della città di Vienna
- 2018: Opus Klassik per il lavoro di una vita

## Repertorio
| Ruolo                                | Titolo                      | Autore           |
| ------------------------------------ | --------------------------- | ---------------- |
| Judith                               | Il castello di Barbablù     | Bartók           |
| Leonore                              | Fidelio                     | Beethoven        |
| Adalgisa                             | Norma                       | Bellini          |
| Marie                                | Wozzeck                     | Berg             |
| Didon                                | Les Troyens                 | Berlioz          |
| The Old Lady                         | Candide                     | Bernstein        |
| Carmen                               | Carmen                      | Bizet            |
| La Contessa                          | Pikovaya Dama               | Čajkovskij       |
| Geneviève                            | Pelléas et Mélisande        | Debussy          |
| La vecchia Madelon                   | Andrea Chénier              | Giordano         |
| Dmitri                               | Fedora                      | Giordano         |
| Iphigénie                            | Iphigénie en Aulis          | Gluck            |
| Cornelia                             | Giulio Cesare in Egitto     | Händel           |
| Gertrud Strega marzapane             | Hänsel und Gretel           | Humperdinck      |
| La moglie del sindaco                | Jenůfa                      | Janáček          |
| Bertalda                             | Undine                      | Lortzing         |
| Ottavia                              | L'incoronazione di Poppea   | Monteverdi       |
| Cherubino                            | Le nozze di Figaro          | Mozart           |
| Donna Elvira                         | Don Giovanni                | Mozart           |
| Dorabella                            | Così fan tutte              | Mozart           |
| Zweite Dame                          | Die Zauberflöte             | Mozart           |
| Voce della madre di Antonia          | Les contes d'Hoffmann       | Offenbach        |
| Silla                                | Palestrina                  | Pfitzner         |
| Seconda corifea                      | Assassinio nella cattedrale | Pizzetti         |
| Suzuki                               | Madama Butterfly            | Puccini          |
| La zia principessa                   | Suor Angelica               | Puccini          |
| Berta                                | Il barbiere di Siviglia     | Rossini          |
| Angelina                             | La Cenerentola              | Rossini          |
| Dalila                               | Samson et Dalila            | Saint-Saëns      |
| Agnes                                | Prodaná nevěsta             | Smetana          |
| Principe Orlofsky                    | Die Fledermaus              | Strauss, Johann  |
| Paggio di Erodiade                   | Salome                      | Strauss, Richard |
| Clytemnestra Prima ancella           | Elektra                     | Strauss, Richard |
| La Marescialla Octavian              | Der Rosenkavalier           | Strauss, Richard |
| Ariadne Compositore                  | Ariadne auf Naxos           | Strauss, Richard |
| La moglie di Barak La voce del falco | Die Frau ohe Schatten       | Strauss, Richard |
| Clairon                              | Capriccio                   | Strauss, Richard |
| Lady Macbeth                         | Macbeth                     | Verdi            |
| Federica                             | Luisa Miller                | Verdi            |
| Azucena                              | Il trovatore                | Verdi            |
| Ulrica                               | Un ballo in maschera        | Verdi            |
| Principessa d'Eboli                  | Don Carlo                   | Verdi            |
| Amneris Una sacerdotessa             | Aida                        | Verdi            |
| Mrs Quickly                          | Falstaff                    | Verdi            |
| Adriano Colonna                      | Rienzi                      | Wagner           |
| Venus                                | Tannhäuser                  | Wagner           |
| Ortrud                               | Lohengrin                   | Wagner           |
| Fricka Wellgunde                     | Das Rheingold               | Wagner           |
| Fricka Waltraute                     | Die Walküre                 | Wagner           |
| Erda                                 | Siegfried                   | Wagner           |
| Waltraute                            | Götterdämmerung             | Wagner           |
| Brangane                             | Tristan und Isolde          | Wagner           |
| Kundry                               | Parsifal                    | Wagner           |

## Incisioni discografiche
- L'album Die Walküre, Solti/Crespin/Hotter/King/Ludwig/Nilsson/Wiener Philharmoniker, 1965 Decca ha vinto il Grammy Award for Best Opera Recording 1967
- L'album Walkiria, Levine/MET/Behrens/Norman/Moll, 1988 Deutsche Grammophon ha vinto il Grammy Award for Best Opera Recording 1990
- L'album Oro del Reno, Levine/Morris/Jerusalem/Ludwig, 1990 Deutsche Grammophon ha vinto il Grammy Award for Best Opera Recording 1991
- L'album Candide, Bernstein/Hadley/Anderson, 1989 Deutsche Grammophon ha vinto il Grammy Award al miglior album di musica classica 1992
- L'album Der Rosenkavalier, Karajan/Philharmonia Orchestra/Schwarzkopf/Ludwig/Stich-Randall, 1957 Angel ha vinto il Grammy Hall of Fame Award 2008

| Anno | Titolo                                                            | Ruolo                  | Cast                                                          | Direttore           | Casa                |
| ---- | ----------------------------------------------------------------- | ---------------------- | ------------------------------------------------------------- | ------------------- | ------------------- |
| 1950 | Das Rheingold                                                     | Wellgunde              | Ferdinand Frantz, Rolf Heide, Joachim Sattler                 | Kurt Schröder       |                     |
| 1952 | Aida                                                              | Sacerdotessa           | Annelies Kupper, Max Lorenz, Margarete Klose                  | Kurt Schröder       |                     |
| 1955 | Così fan tutte                                                    | Dorabella              | Lisa Della Casa, Anton Dermota, Erich Kunz                    | Karl Böhm           | Decca               |
|      | Die Zauberflote                                                   | Seconda Dama           | Léopold Simoneau, Hilde Gueden, Wilma Lipp                    | Karl Böhm           |                     |
| 1956 | Le nozze di Figaro                                                | Cherubino              | Walter Berry, Rita Streich, Sena Jurinac                      | Karl Böhm           |                     |
| 1957 | Der Rosenkavalier                                                 | Octavian               | Elisabeth Schwarzkopf, Otto Edelmann, Teresa Stich-Randall    | Herbert von Karajan | Angel               |
| 1959 | Capriccio                                                         | Clairon                | Elisabeth Schwarzkopf, Eberhard Wächter, Nicolai Gedda        | Wolfgang Sawallisch |                     |
|      | Die Fledermaus                                                    | Orlofsky               | Karl Terkal, Gerda Scheyrer, Wilma Lipp                       | Otto Ackermann      |                     |
| 1960 | Norma                                                             | Adalgisa               | Maria Callas, Franco Corelli, Nicola Zaccaria                 | Tullio Serafin      |                     |
| 1961 | Carmen                                                            | Carmen                 | Rudolf Schock, Melitta Muszely, Hermann Prey                  | Horst Stein         |                     |
| 1962 | Così fan tutte                                                    | Dorabella              | Elisabeth Scharzkopf, Alfredo Kraus, Giuseppe Taddei          | Karl Böhm           |                     |
|      | Fidelio                                                           | Leonora/Fidelio        | Jon Vickers, Gottlob Frick, Walter Berry                      | Otto Klemperer      |                     |
|      | Lohengrin                                                         | Ortrud                 | Jess Tgomas, Elisabeth Grümmer, Dietrich Fischer-Dieskau      | Rudolk Kempe        |                     |
| 1964 | Gotterdammerung                                                   | Waltraute              | Birgit Nilsson, Wolfgang Windgassen, Dietrich Fischer-Dieskau | Georg Solti         |                     |
|      | Die Zauberflote                                                   | Seconda Dama           | Nicolai Gedda, Gundula Janowitz, Lucia Popp                   | Otto Klemperer      |                     |
|      | Capriccio                                                         | Clairon                | Lisa Della Casa, Robert Kerns, Waldemar Kmentt                | Georges Prêtre      |                     |
| 1965 | Die Walkure                                                       | Fricka                 | James King, Régine Crespin, Birgit Nilsson                    | Georg Solti         |                     |
| 1965 | Il castello del principe Barbablù                                 | Judith                 | Walter Berry, London Symphony Orchestra                       | István Kertész      | Decca               |
| 1966 | Don Giovanni                                                      | Donna Elvira           | Nicolai Ghiaurov, Mirella Freni, Paolo Montarsolo             | Otto Klemperer      |                     |
| 1969 | Gotterdammerung                                                   | Waltraut Seconda Norna | Helga Dernesch, Helge Brilioth, Thomas Stewart                | Herbert von Karajan |                     |
| 1971 | Der Rosenkavalier                                                 | La Marescialla         | Gwyneth Jones, Walter Berry, Lucia Popp                       | Leonard Bernstein   |                     |
| 1971 | Tannhauser                                                        | Venere                 | René Kollo, Helga Dernesch, Victor Braun                      | Georg Solti         |                     |
|      | Hänsel und Gretel                                                 | La Strega              | Anna Moffo, Helen Donath, Dietrich Fischer-Dieskau            | Kurt Eichhorn       |                     |
| 1972 | Parsifal                                                          | Kundry                 | René Kollo, Dietrich Fischer-Dieskau, Gottlob Frick           | Georg Solti         |                     |
|      | Tristan und Isolde                                                | Brangane               | Jon Vickers, Helga Dernesch, Walter Berry                     | Herbert von Karajan |                     |
| 1973 | Samson et Dalila                                                  | Dalila                 | James King, Bernd Weikl, Alexander Malta                      | Giuseppe Patanè     |                     |
| 1974 | Madama Butterfly                                                  | Suzuki                 | Mirella Freni, Luciano Pavarotti, Robert Kerns                | Herbert von Karajan | Decca               |
| 1975 | Die Meistersinger von Nurnberg                                    | Magdalena              | Dietrich Fischer-Dieskau, Caterina Ligendza, Peter Maus       | Eugen Jochum        |                     |
| 1978 | Suor Angelica                                                     | La zia principessa     | Joan Sutherland, Della Jones, Elizabeth Connell               | Richard Bonynge     | Decca               |
| 1979 | Hansel und Gretel                                                 | Gertrud                | Frederica von Stade, Ileana Cotrubaș, Siegmund Nimsgern       | John Pritchard      |                     |
| 1980 | Falstaff                                                          | Mrs Quickly            | Giuseppe Taddei, Raina Kabaivanska, Rolando Panerai           | Herbert von Karajan |                     |
| 1982 | Un ballo in maschera                                              | Ulrica                 | Luciano Pavarotti, Margaret Price, Renato Bruson              | Georg Solti         |                     |
| 1984 | Andrea Chénier                                                    | La vecchia Madelon     | Luciano Pavarotti, Montserrat Caballé, Leo Nucci              | Riccardo Chailly    |                     |
| 1988 | Das Rheingold                                                     | Fricka                 | James Morris, Ekkehard Wlaschiha, Siegfried Jerusalem         | James Levine        |                     |
|      | Elektra                                                           | Clitennestra           | Hildegard Behrens, Nadine Secunde, Jorma Hynnien              | Seiji Ozawa         |                     |
|      | Die Walkure                                                       | Fricka                 | Gary Lakes, Jessye Norman, Hildegard Behrens                  | James Levine        |                     |
| 1989 | Les contes d'Hoffmann                                             | Madre di Antonia       | Plácido Domingo, Edita Gruberová, Claudia Eder                | Seiji Ozawa         |                     |
|      | Candide                                                           | Old Lady               | Jerry Hadley, June Anderson, Nicolai Gedda                    | Leonard Bernstein   |                     |
| 1990 | Pelléas et Mélisande                                              | Génevieve              | Francois le Roux, Maria Ewing, José van Dam                   | Claudio Abbado      |                     |
| 1992 | Hansel und Gretel                                                 | La strega              | Gwyneth Jones, Edita Gruberova, Franz Grundheber              | Colin Davis         |                     |
| 1969 | Capolavori sacri di Johann Sebastian Bach                         | Mezzosoprano           | Irmgard Seefried, Hertha Töpper                               | Karl Richter        | Archiv Produktion   |
|      | Messe: BWV 232 in si min.                                         | Mezzosoprano           | Gundula Janowitz                                              | Herbert von Karajan | Deutsche Grammophon |
|      | Sinf.: n. 1 "Jeremiah"                                            | Mezzosoprano           | Lukas Foss                                                    | Leonard Bernstein   | Deutsche Grammophon |
|      | La creazione                                                      | Mezzosoprano           | Gundula Janowitz, Walter Berry                                | Herbert von Karajan | Deutsche Grammophon |
|      | Das Lied von der Erde                                             | Mezzosoprano           | René Kollo                                                    | Herbert von Karajan | Deutsche Grammophon |
| 1975 | Sinf.: n. 2 in do min. "Resurrezione"                             | Mezzosoprano           | Ileana Cotrubas, Wiener Philharmoniker                        | Zubin Mehta         | Decca               |
| 1987 | Sinf.: n. 3 in re min.                                            | Mezzosoprano           |                                                               | Leonard Bernstein   | Deutsche Grammophon |
|      | Sinf.: n. 9 in re magg., Kindertotenlieder, Rückert Lieder n. 1-5 | Mezzosoprano           |                                                               | Herbert von Karajan | Deutsche Grammophon |

- Bach, St Matthew Passion - Christa Ludwig/Elisabeth Schwarzkopf/Helen Watts/Nicolai Gedda/Otto Klemperer/Philharmonia Choir/Philharmonia Orchestra/Sir Peter Pears/Walter Legge/Wilfred Brown, 1962 EMI
- Wagner: Wesendonck-Lieder, Brahms: Alto Rhapsody, Mahler: 5 Lieder, Beethoven: Abscheulicher! - Christa Ludwig/Otto Klemperer/Philharmonia Orchestra, 1962/1967 Warner/EMI Great Recordings of the Century
- Brahms: Symphonies Nos. 1-4 - Christa Ludwig/Otto Klemperer/Philharmonia Orchestra, Warner/EMI Great Recordings of the Century
- Mahler: Das Lied Von Der Erde - Christa Ludwig/Fritz Wunderlich/New Philharmonia Orchestra/Otto Klemperer/Philharmonia Orchestra, Warner/EMI Great Recordings of the Century
- Mozart: Requiem Mass In D Minor K626 - Carlo Maria Giulini/Christa Ludwig/Helen Donath/Philharmonia Chorus/Philharmonia Orchestra/Robert Tear, Warner/EMI
- Schubert, 15 Lieder - Christa Ludwig, Warner/EMI Great Recordings of the Century
- Schubert: Lieder - Christa Ludwig/Irwin Gage, 1991 Deutsche Grammophon
- The Very Best of Christa Ludwig, EMI/Warner
- A 70th Birthday Tribute, Christa Ludwig - BMG/RCA
- Les Introuvables - Christa Ludwig, Warner/EMI

## DVD & BLU-RAY
- Beethoven, Sinf. n. 7-9 - Karajan/Janowitz, 1968 Deutsche Grammophon
- Mahler, Sinf. n. 1, 2, 3 - Bernstein/Baker, 1972 Deutsche Grammophon
- Mahler, Sinf. n. 9, 10/Lied von der Erde - Bernstein/Kollo, 1972 Deutsche Grammophon
- Mozart, Requiem - Böhm/Janowitz/Schreier, 1971 Deutsche Grammophon
- Puccini, Madama Butterfly - Karajan/Freni/Domingo, Jean-Pierre Ponnelle 1974 Decca
- Wagner, Anello del Nibelungo - Levine/Morris/Jerusalem, 1989/1990 Deutsche Grammophon
- Wagner, Oro del Reno - Levine/Morris/Jerusalem, 1990 Deutsche Grammophon